# Manasterina
Manasterina is een geslacht van zeesterren uit de familie Asterinidae.

## Soort
- Manasterina longispina H.L. Clark, 1938